# Jan Antonín Votápek z Ritterwaldu
Jan Antonín Votápek z Ritterwaldu (1706 Tábor – 25. srpna 1782 Měšice u Tábora) byl táborský rychtář.

## Život
Byl prvorozeným synem táborského rychtáře Jana Petra Votápka z Ritterwaldu. Roku 1726 se imatrikuloval na Právnické fakultě KU v Praze. Po studiích se roku 1731 vrátil do Tábora, kde se stal městským notářem. Když v roce 1762 rezignoval jeho otec, Jan Petr, na úřad městského rychtáře, stal se Jan Antonín sám táborským rychtářem. V roce 1750 koupil od Jana Josefa Carreta, hraběte z Millesima, barokní zámek v Měšicích u Tábora. Několikrát se opakující sen (1782) o zazděné služce Anně (1555) ho vedl k hledání její kostry v renesančních prostorách zámku. V dutém, nosném pilíři, kde se domníval nalézt kostru Anny, však našel poklad – hliněný hrnec plný stříbrňáků. Na počest nálezu nechal postavit na Měšickém vršku rokokovou kapličku, kterou nechal budějovickým biskupem zasvětit sv. Anně. Jeden den poté, roku 1782, na zámku v Měšicích u Tábora zemřel. Vdova, Lidmila Votápková z Ritterwaldu, zůstala na zámku v Měšicích do roku 1792, kdy jej prodala Janu Hennygarovi z Eberka.

## Osud kaple sv. Anny
Jan Antonín Votápek z Ritterwaldu nechal postavit kapli sv. Anny na Měšickém vršku 1782, kde podle legendy měly hnízdo straky, které kradly v zámku šperky. Omylem padla vina na komornou Annu. Služebná Anna byla na základě justičního omylu v roce 1555 zazděna. Kaple sv. Anny v Měšicích se stala poutním místem. Po roce 1968 byla v době tzv. normalizace (1968 - 1989) zdevastována do základů. Když v roce 1997 získal zámek příbuzný Votápků z Riterswaldu, politolog Dr.rer.pol PhDr. Jan Berwid-Buquoy zahájil mohutnou kampaň za znovu obnovení svatostánku na Měšickém vršku. V roce 2005 byla kaple vystavena ve stejné podobě jako 1782. Dne 20.11. 2005 došlo k slavnostnímu vysvěcení českobudějovickým biskupem Mons. Jiřím Paďourem.